# Extasi
Extasi è un singolo del rapper italiano Fred De Palma, pubblicato il 17 giugno 2022.

## Descrizione
Il brano, scritto dallo stesso rapper con Alessandro Merli, in arte Takagi, Fabio Clemente, in arte Mr. Ketra, Miky La Sensa e Paolo Antonacci, è prodotto da Takagi & Ketra.

## Video musicale
Il video musicale, diretto da Marc Lucas, è stato pubblicato il 20 giugno 2022 attraverso il canale YouTube della Warner Music Italy.

## Tracce
Testi di Alessandro Merli, Fabio Clemente, Federico Palana, Miky La Sensa e Paolo Antonacci.
1. Extasi – 2:37

## Classifiche

### Classifiche settimanali
| Classifica (2022) | Posizione massima |
| ----------------- | ----------------- |
| Italia            | 2                 |

### Classifiche di fine anno
| Classifica (2022) | Posizione |
| ----------------- | --------- |
| Italia            | 29        |